# Ochthebius ciffidilis
Ochthebius ciffidilis es una especie de escarabajo del género Ochthebius, familia Hydraenidae. Fue descrita científicamente por Ferro en 1984.
Se distribuye por Irán. Mide 1,6 milímetros de longitud. Se ha encontrado a altitudes de hasta 900 metros.